# Prix de l'initiative européenne
Fruit de la collaboration entre la Maison de l’Europe de Paris et le Club de la Presse Européenne, le Prix de l’initiative européenne est attribué chaque année, depuis 2004, à des journalistes et à des médias pour la qualité de leurs informations et de leurs commentaires sur l’Europe. Il a été aussi remis dans le passé à des personnalités, des institutions qui ont œuvré positivement en ce sens. Il a pour but de valoriser et d’encourager les médias, quelle que soit leur forme, œuvrant pour une meilleure vision de l’actualité européenne dans le débat public français et européen.
Le jury – présidé par Michel Derdevet, Président de la Maison de l’Europe de Paris – est composé par des intellectuels français et européens.
La cérémonie de remise des prix se déroule soit dans les salons de l’Hôtel de Ville de Paris, soit dans la salle de conférence de la Maison de l’Europe de Paris. Ancienne Salon d’honneur de l’Hôtel particulier, la salle est marquée par l’architecture néo-gothique et néo-renaissance. Le bâtiment, construit par l’architecte Jule Février pour le compte de la famille Haviland, est inspiré d’une des anciennes réalisations de l’architecte, l’Hôtel Gaillard, siège de la Banque de France.
Le Prix de l’initiative européenne, un trophée en verre gravé au nom du lauréat, est remis par le Président de la Maison de l’Europe de Paris et le Président du Club de la Presse européenne.

## Liste des lauréats

### Édition 2022
15 décembre 2022
- Frédéric Leclerc-Imhoff, journaliste BFM TV, décédé le 30 mai 2022 en Ukraine
- Klaus Welle, Secrétaire général du Parlement européen
- Evelyn Mescquida, journalise espagnole
- Gilles GRESSAN, fondateur, Grand Continent.

### Édition 2021
13 décembre 2021
- Ursula von der Leyen, Présidente de la Commission européenne
- Caroline Broué, émission “Le Rendez-vous de la presse étrangère“, France Culture
- José Manuel Lamarque, “Micro européen”  France Info
- Christophe Préault, administrateur, directeur de la rédaction de “Toute l’Europe“

### Édition 2020
10 juin 2021
- Francis Letellier – pour l’émission “Nous les européens” sur France 3
- Contexte, représenté par Jean-Christophe Boulanger, PDG
- Fondation Groupe La Dépêche représentée par Marie-France Marchand-Baylet
- Le Taurillon représenté par Jérôme Flury, co-rédacteur en chef

### Édition 2019
19 juin 2019
- Alain Devalpo, association Globe Reporters
- Caroline Gillet, reporter France Inter et France Culture pour son émission « Foule Continentale »
- Jon Henley, correspondant du quotidien The Guardian, Grande-Bretagne

### Édition 2018
11 juin 2018
- Sylvain Kahn, professeur et chercheur à Sciences Po, coauteur du MOOC Géopolitique de l’Europe
- Marie-Christine Vallet, directrice déléguée éditoriale Europe à Radio France, et de son émission Micro européen.
- Voix d'Europe, blog conçu et tenu par deux rédactrices, Virginie Cardoso et Chloé Lourenco
- L'émission Vox Pop sur Arte, représenté par Marc Berdugo, producteur de l'émission

### Édition 2017
29 juin 2017
- Jacques Delors, ancien président de la Commission européenne
- Olivier Breton, directeur de la publication ParisBerlin
- Enrico Letta, président de l'Institut Jacques Delors, Doyen de l’école des Affaires internationales de Sciences Po Paris (PSIA), ancien président du Conseil des Ministres italien

### Édition 2016
14 juin 2016

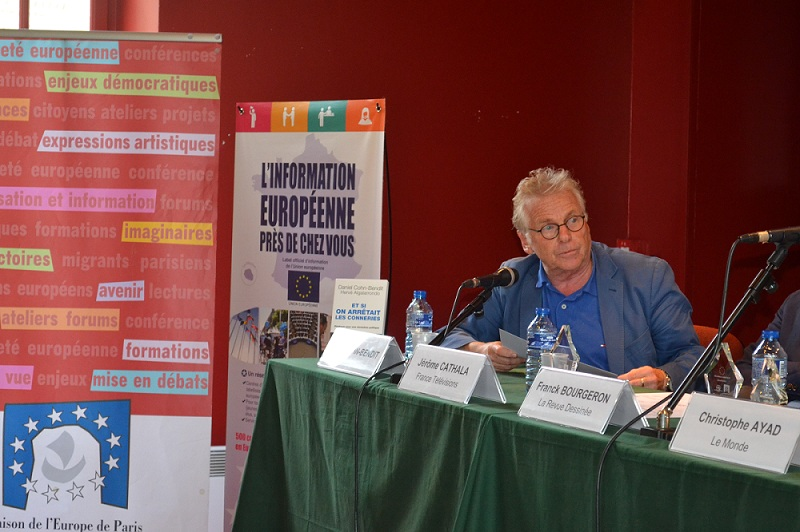
Remise du Prix de l'initiative européenne par la Maison de l'Europe de Paris et le Club de la Presse européenne à Daniel Cohn-Bendit pour son activité journalistique.

- Christophe Ayad, membre du projet des Panama Papers, journaliste au journal Le Monde
- Franck Bourgeron, rédacteur en chef de La Revue dessinée
- Daniel COHN-BENDIT pour son activité journalistique
- France Télévisions, représenté par Jérôme Cathala, directeur de l’International

### Édition 2015
3 juin 2015
- Cartooning for Peace
- Eurochannel
- « Journées Europe » de L'Obs

### Édition 2014
26 juin 2014
- Yves Bertoncini, Notre Europe - Institut Jacques Delors et Thierry Chopin, Fondation Robert-Schuman pour leur ouvrage écrit en commun " Des visages sur des clivages : les élections européennes de mai 2014 "
- Europavox
- Public Sénat

### Édition 2013
20 juin 2013
- Kattalin Landaburu, France 24
- Rudolf Chimelli, journaliste
- Euronews

### Édition 2012
26 juin 2012
- Nicolas Gros-Verheyde, site "Bruxelles2"
- Érik Izraelewicz, directeur du Journal Le Monde
- Stefan de Vries, journaliste

### Édition 2011
28 juin 2011

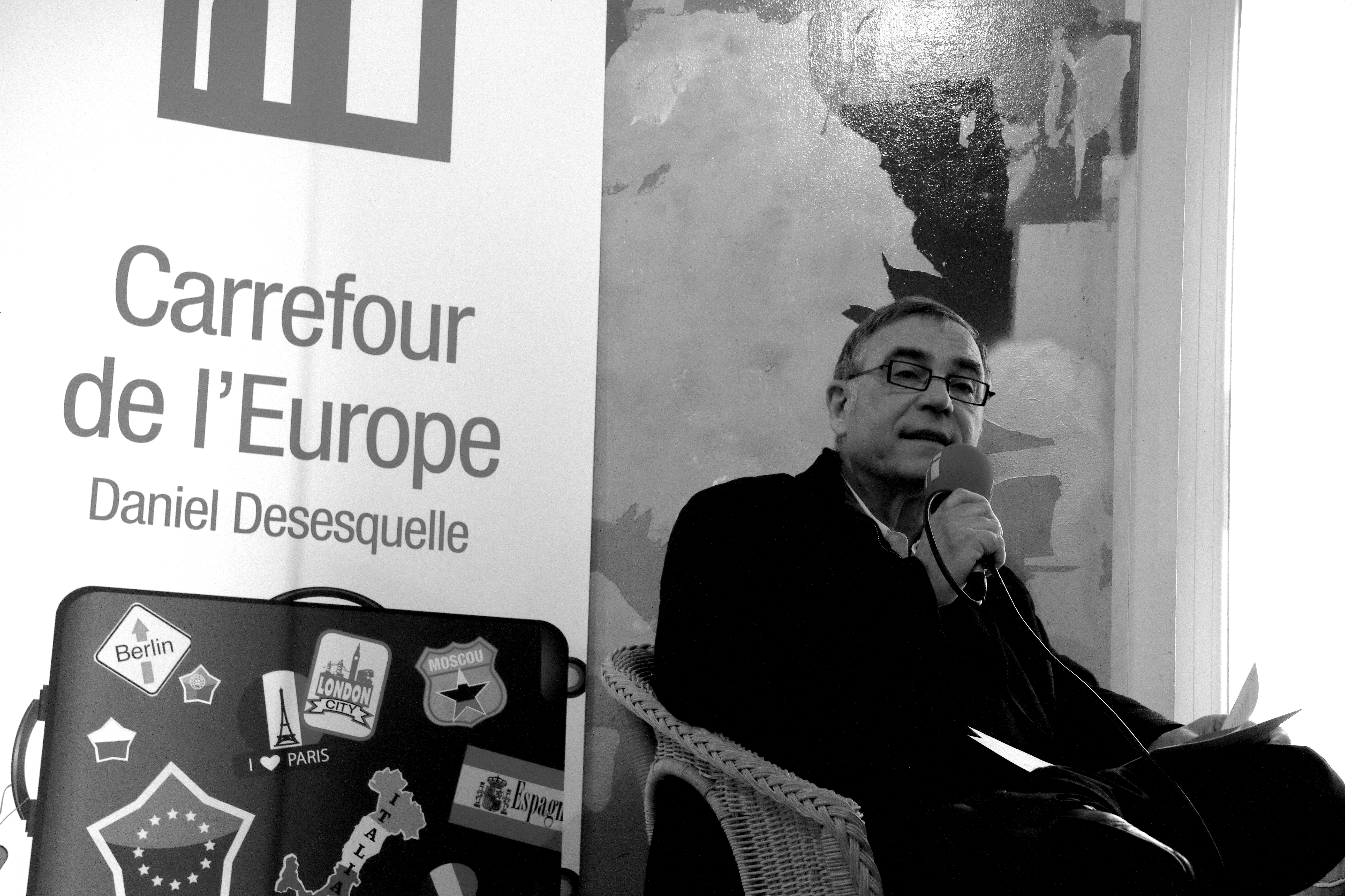
Daniel Desesquelle présente l’émission Carrefour de l'Europe le 5 avril 2013 à Strasbourg.

- Daniel Desesquelle, Carrefour de l’Europe, RFI
- Alberto Toscano, journaliste
- Pascal Verdeau, journaliste France 3

### Édition 2010
30 juin 2010
- Paul Germain, Le Bar de l’Europe TV5 Monde
- Stéphane Leneuf, Le Téléphone sonne – spécial Europe – France Inter
- Jean Quatremer, Libération

### Édition 2009
30 juin 2009
- Véronique Auger, rédactrice en chef de la rédaction Européenne de France 3
- Courrier international
- Quentin Dickinson, directeur chargé des Affaires européennes – Radio France

### Édition 2008
26 juin 2008
- Françoise Crouïgneau, rédactrice en chef du service international du quotidien Les Échos
- Philippe Dessaint pour l’émission « Kiosque » de TV5 Monde
- Jean-Pierre Gouzy, ancien président de l’Association des Journalistes européens

### Édition 2007
27 juin 2007 
- Jérôme Clément, président d’ARTE
- Daniel Vernet, directeur des Relations Internationales Le Monde
- Laurence Aubron pour « Euradio »

### Édition 2006
28 juin 2006
- Ferdinando Riccardi, Marina Gazzo, éditeur et rédactrice en chef de « l’Agence Europe »
- Gérard Lignac, président directeur général des Dernières Nouvelles d’Alsace
- Bernard Guetta, journaliste et chroniqueur à France Inter et à l’Express

### Édition 2005
23 juin 2005
- Christine Ockrent pour l’émission « France Europe Express » sur France 3
- François-Régis Hutin, président directeur général du journal Ouest-France

### Édition 2004
24 juin 2004
- Le magazine européen en ligne Cafebabel.com
- L’émission « Cause Commune » sur France Culture
- Anne-Marie Autissier pour sa revue Culture Europe International
- Le journal La Croix